# Vilém Stanovský
Divizní generál letectva Vilém Stanovský (27. března 1896 Moravská Ostrava – 11. července 1972 Praha) byl československý voják, letec a účastník odboje během první a druhé světové války. Po únorovém převratu byl pronásledován a vězněn komunistickým režimem.

## Život
Během první světové války sloužil nejprve jako příslušník roty „Nazdar“ a později ve francouzském letectvu jako stíhací pilot u letky SPA 158. V meziválečném období působil v různých velitelských funkcích v Československém letectvu a veřejně známým se stal i díky své účasti na dálkových přeletech v 20. letech.
V roce 1937 dosáhl hodnosti plukovníka a do roku 1939 zastával postavení velitele 6. leteckého pluku. Na počátku druhé světové války působil jako člen Obrany národa, ale brzy byl zatčen Gestapem a vězněn postupně na Pankráci, Špilberku a v koncentračním táboře Dachau. Po osvobození byl povýšen na brigádního generála a v roce 1946 byl jmenován přednostou leteckého odboru ministerstva dopravy. Po únoru 1948 ale vyžadoval oslovení „vážení soudruzi a pane generále“.[zdroj⁠?!] V roce 1951 byl propuštěn z armády a v roce 1952 po vyprovokovaném pokusu o opuštění republiky odsouzen na 17 let odnětí svobody. Byl vězněn na Mírově a v Leopoldově.
Po svém propuštění v roce 1960 na amnestii konstatoval:
„...komunisti byli ve vězení vynalézavější a bezcitnější než Němci“.

Od konce první světové války byl rytířem Řádu čestné legie a od roku 1946 komandérem Čestné legie.
Roku 1932 pro něj architekt Vladimír Grégr postavil rodinný dům ve vilové čtvrti na Barrandově.
11. listopadu 1967 se zúčastnil vojenské přehlídky u Vítězného oblouku v Paříži. Přistoupil k němu generál Charles de Gaulle, president Francie. Podal mu ruku a řekl: „Vím, kdo jste, generále a vím, co jste vykonal.“